# 浜島町
浜島町（はまじまちょう）は、かつて三重県志摩郡にあった町。南勢地域（伊勢志摩）に含まれる。
2004年（平成16年）10月1日、志摩郡阿児町、大王町、磯部町、志摩町と合併して志摩市が発足し、自治体としての浜島町は廃止された。

## 地理
- 三重県南部（南勢地区）、旧志摩郡の西部に位置する。南側は英虞湾および熊野灘に面している。
  - 山：横山（203.4m）
  - 川：檜山路川、南張川、迫子川、田杭川
  - 岬：磯笛岬
  - 島：矢取島

## 歴史
浜島町浜島#歴史も参照。
- 1889年（明治22年）4月1日 - 町村制施行により英虞郡浜島村が誕生。
- 1896年（明治29年）4月1日 - 郡の統合により英虞郡と答志郡が合併して志摩郡となる[1]。
- 1919年（大正8年）10月1日 - 浜島村が町制を施行して浜島町が発足。
- 2004年（平成16年）10月1日 - 志摩郡阿児町、大王町、磯部町、志摩町と合併し志摩市が発足。同日浜島町廃止。

## 行政
- 町長: 井上 大（いのうえ ひろし）
就任: 2000年8月1日
- 医療機関: 浜島町国民健康保険直営診療所

## 人口
以下は国勢調査による。
| 1955年（昭和30年） | 7,450人 |  |
| 1960年（昭和35年） | 7,362人 |  |
| 1965年（昭和40年） | 7,198人 |  |
| 1970年（昭和45年） | 7,106人 |  |
| 1975年（昭和50年） | 7,307人 |  |
| 1980年（昭和55年） | 7,295人 |  |
| 1985年（昭和60年） | 7,127人 |  |
| 1990年（平成2年）  | 6,877人 |  |
| 1995年（平成7年）  | 6,509人 |  |
| 2000年（平成12年） | 6,012人 |  |

## 経済

### 産業
- 主な産業:水産業（特に伊勢海老）・観光業・農業（南張メロン・柿・酪農）

## 教育

### 中学校
- 浜島町立浜島中学校

### 小学校
- 浜島町立迫塩小学校[4]
- 浜島町立浜島小学校

かつては浜島町立南張小学校もあったが、廃校となった。

## 交通
鉄道路線は存在しなかった。

### バス
- 三重交通

### 道路
- 一般国道
  - 国道260号
- 県道
  - 三重県道17号浜島阿児線
  - 三重県道112号磯部浜島線
  - 三重県道730号檜山路南張線

### 船舶
- 志摩マリンレジャー
  - 浜島（浜島基地・浜島第二桟橋） - 御座 - 賢島

## 娯楽
- 浜島座 - 映画館
- 浜島平和劇場 - 映画館

## 名所・旧跡・観光スポット・祭事・催事
- 浜島町磯体験施設「海ほおずき」

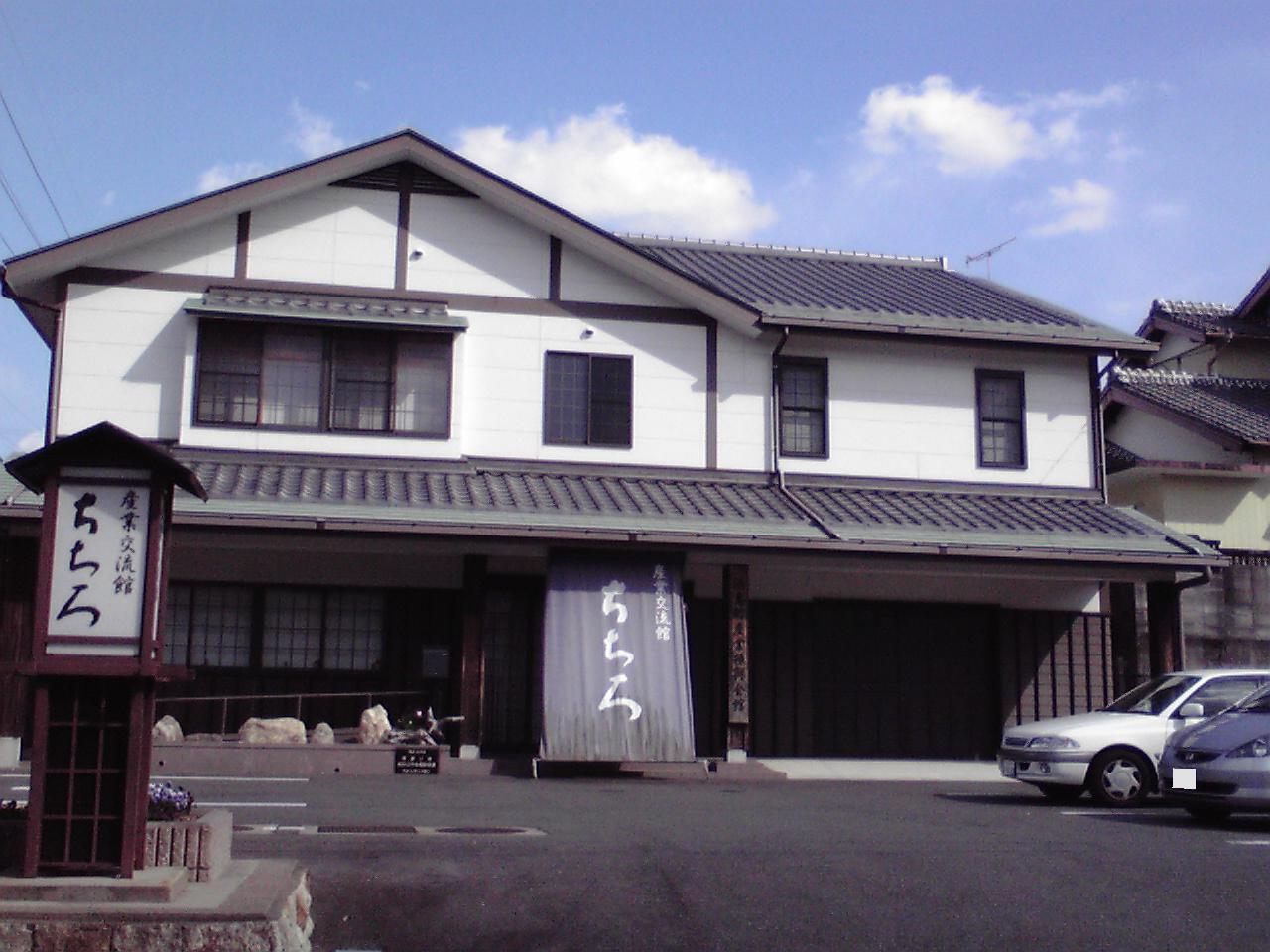
ちちろ

伊勢えび大王像

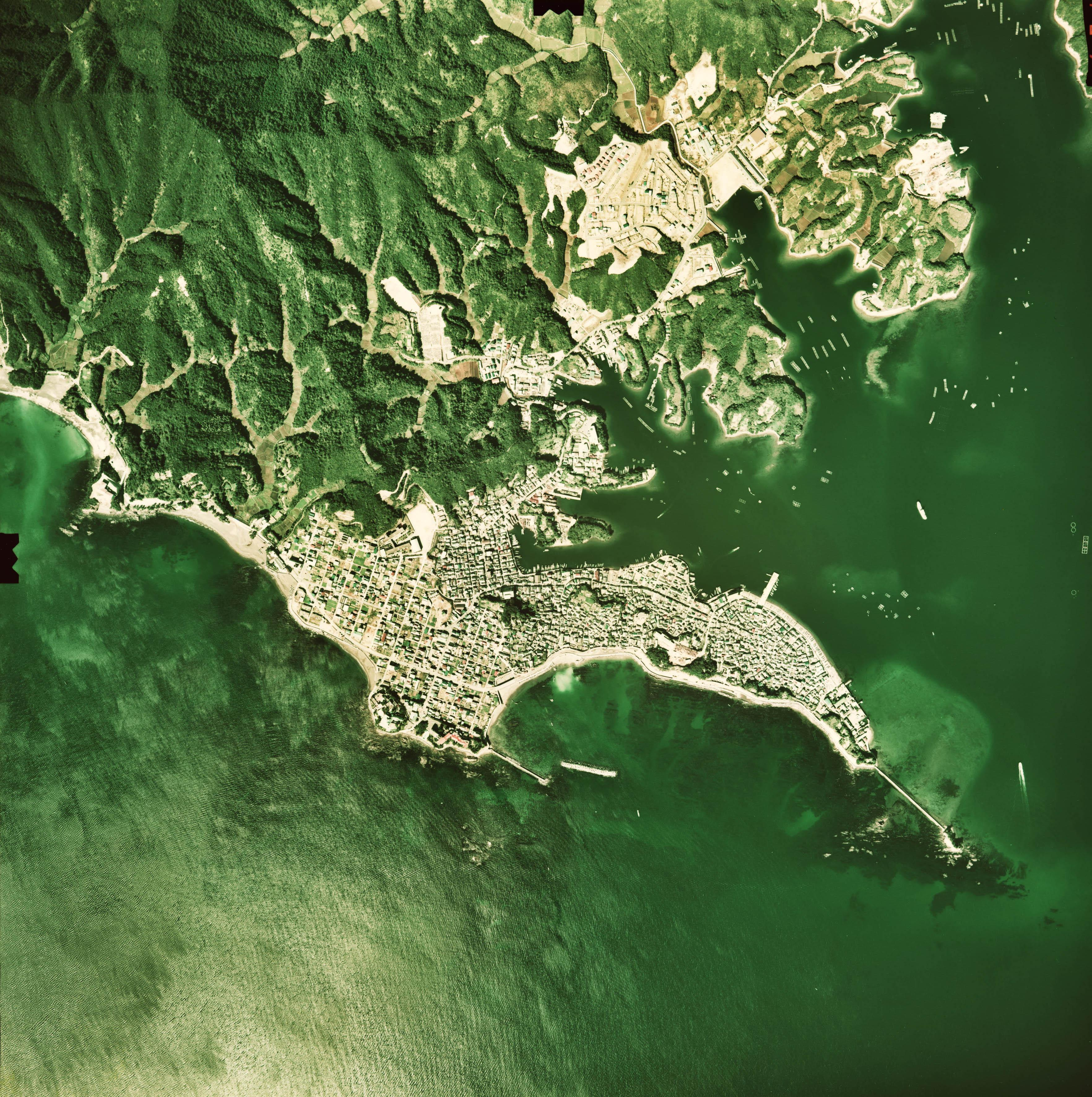
浜島町浜島（1975年）

- 浜島町産業交流館「ちちろ」 - 観光案内所を兼ねる。
- 磯笛岬展望台
- オバベタ山遊歩道
- えびすヶ丘
  - 鼻かけえびす像
  - 宮山古墳群
- 南張海浜公園
- 大矢浜海水浴場
- 合歓の郷
- 合歓の郷ゴルフクラブ
- 浜島カンツリークラブ
- 志摩地中海村
- 伊勢えび祭
- ツバスの鐘（浜島町南張31-2）

## 出身有名人
- 西飯徳康 - 卓球選手[5]
- 中森明夫 - 小説家、コラムニスト/オタク研究の第一人者
- 露の眞 - 落語家[6]

## 大字
同町の中心は浜島地区で、ほとんどの機能が集中している。人口は2006年4月、面積は1989年現在。
- 浜島町浜島（はまじま）：浜島温泉や磯体験施設「海ほおずき」など観光資源にも恵まれた中心集落。浜島港は対岸の御座（志摩市志摩町）とを結ぶ定期船の乗船場であると共に遠洋漁業の基地でもある。人口4209人、面積3.745km2。
- 浜島町迫子（はざこ）：南部に広大な敷地を有する合歓の郷がある。人口680人、面積11.010 km2。
- 浜島町南張（なんばり）：地域ブランド「南張メロン」の産地。南張海浜公園は海水浴場となっている。人口358人、面積5.200 km2。
- 浜島町桧山路（ひやまじ）：桧山峠の麓にあり、農業と漁業を生業とする集落。人口199人、面積3.250 km2。
- 浜島町塩屋（しおや）：迫子と桧山路の間にある漁業集落。浜島地区との間で何度か境界変更しており、面積が縮小している。人口188人、面積3.225 km2。

## 方言
特殊な方言（志摩弁・浜島弁）が多数存在する。
- 例：まぶしい→あばばい、壊れている→うちゃれとる、など